# Герцог, Ицхак
Ицха́к «Бу́жи» Ге́рцог (ивр. יצחק הרצוג‎; род. 22 сентября 1960, Пардес-Хана-Каркур, Израиль) — израильский политический и государственный деятель, сторонник мирного урегулирования палестино-израильского конфликта по принципу «два государства для двух народов». Занимал посты председателя партии «Авода», лидера оппозиции в Кнессете, министра социального обеспечения. 2 июня 2021 года избран президентом Израиля и вступил в должность 7 июля.

## Биография

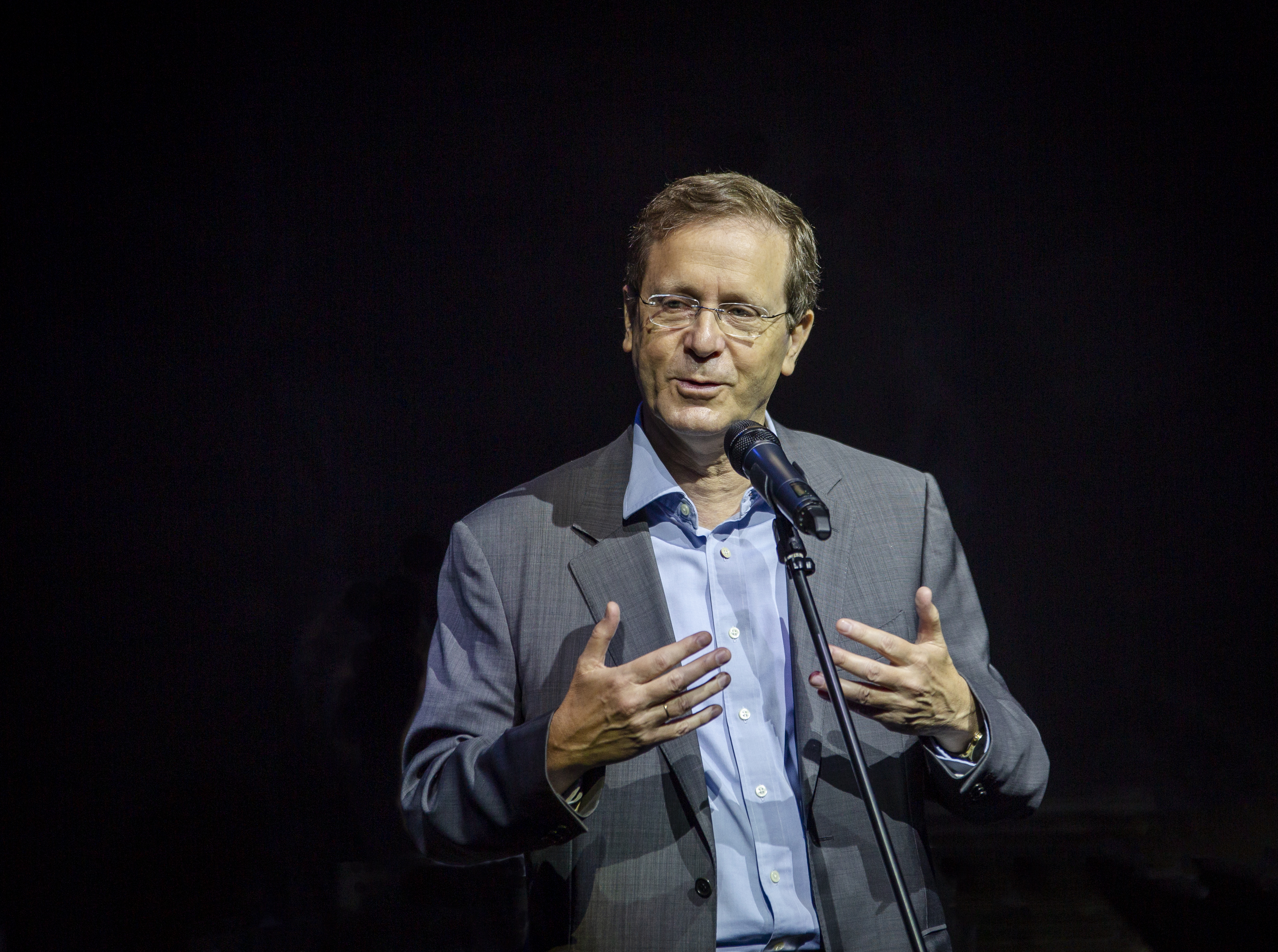
Президент Ицхак Герцог на 32-летии театра Гешер

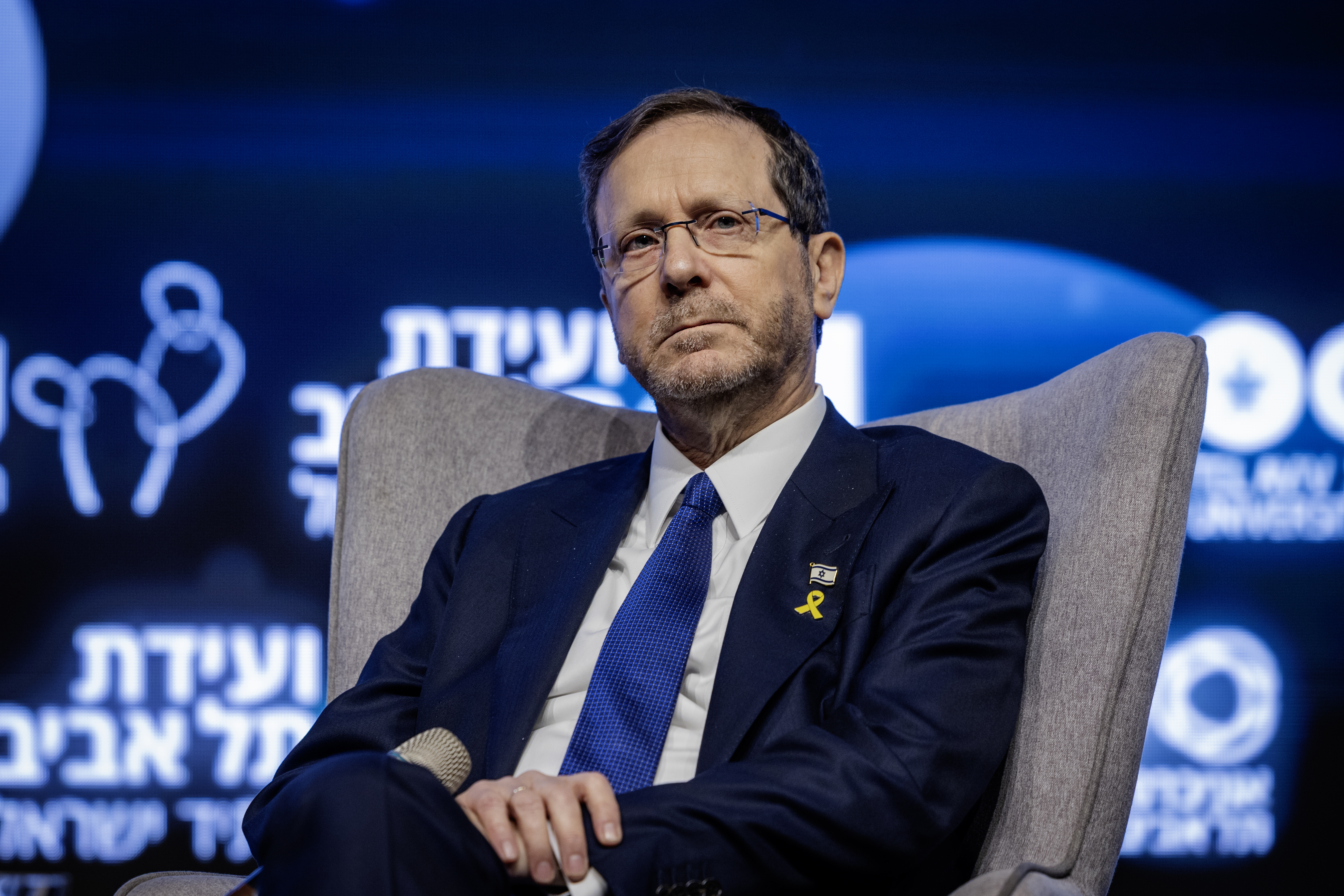
Президент Израиля Ицхак Герцог на встрече в Тель-Авивском университете, 2025 год

Ицхак Герцог, также известный как «Бужи», родился 22 сентября 1960 года в Тель-Авиве, в семье Хаима Герцога, который два срока занимал пост шестого президента Израиля с 1983 по 1993 год, и Оры Герцог, основателя Совета за прекрасный Израиль. Его дед, Ицхак Айзик Герцог был главным раввином Ирландии с 1922 по 1935 год и главным ашкеназским раввином Израиля с 1936 по 1959 год. Он племянник Аббы Эвена.
Ицхак Герцог изучал юриспруденцию в Тель-Авивском университете и в Корнеллском университете Нью-Йорка. Служил в «Подразделении 8200» Службы военной разведки Израиля. Майор запаса.
Герцог работал в юридической фирме «Герцог, Фокс и Неэман», основанной его отцом, и прошёл в ней путь до получения партнёрства.
В 1999—2001 годах Герцог работал секретарём правительства при премьер министре Эхуде Бараке. В 2000—2003 годах — председатель Национального управления по борьбе с наркотиками. В 2003 году избран в Кнессет. В 2005 году назначен на свой первый министерский пост.
17 января 2011 года подал прошение об отставке с поста министра социального обеспечения. После состоявшихся 22 ноября 2013 года внутрипартийных выборов занял пост председателя партии «Авода» и Лидера оппозиции в кнессете, опередив Шели Яхимович.
1 августа 2018 года Герцог был избран главой Еврейского агентства «Сохнут».
2 июня 2021 года Герцог был избран 11-м президентом Государства Израиль.

## Личная жизнь
Ицхак Герцог женат на юристе Михаль, пара имеет троих сыновей. Он проживает в доме своего детства в районе Цахала в Тель-Авиве.